# Spezialdetachement der Militärischen Sicherheit
Das Spezialdetachement der Militärpolizei, häufig auch Militärpolizei Spezialdetachement, kurz MP Spez Det genannt, ist eine Spezialeinheit der Militärpolizei der Schweizer Armee. Es gehört zum KSK (Kommando Spezialkräfte), welches seit der WEA dem Kommando Operationen unterstellt ist. In der Armee XXI war es dem Führungsstab der Armee unterstellt.

## Auftrag
Die Aufgaben des MP Spez Det sind das Erbringen von Spezialleistungen der Militärpolizei (Personen- und Objektschutz, Zuführung und Festnahme von sicherheitsgefährdenden Personen, Zugriffsaktionen, Beratung und Ausbildung) und die Unterstützung des Schutzdetachementes Bundesrat (SDBR) und des Sicherheitsdienstes Militärpolizei (SDMP), die Flugsicherheitsbegleitung und die Beratung und Ausbildung von anderen Einheiten. Ausserdem unterstützt es die Friedensförderung im Ausland mit Personen- und Objektschutz und Spezialleistungen im Rahmen der multinationalen Kontingentspolizei.

## Rekrutierung und Ausbildung
Voraussetzungen für die Zulassung zum Auswahlverfahren für das MP Spez Det, ist die erfolgreich abgeschlossene Polizeischule; dies kann bei der Militärpolizei oder bei einem zivilen Polizeikorps passieren. Weiterführend ist, um den MP Spez Det beitreten zu können, eine abgeschlossene Berufslehre oder Matura notwendig, man muss Angehöriger der Schweizer Armee sein und einen Führerausweis Kategorie B besitzen. Weiterhin braucht man einen untadeligen Leumund, Grundkenntnisse in einer zweiten Landessprache (Französisch oder Italienisch) und Englisch sowie eine sehr gute physische und psychische Verfassung. Wer glaubt, diese Voraussetzungen zu erfüllen, kann sich für das Auswahlverfahren bewerben. Dort wird neben einer medizinischen Kontrolle die physische, psychische und intellektuelle Leistungsfähigkeit überprüft.
Das Auswahlverfahren umfasst folgende Bereiche: Sporttest, Schusstest, Streckentauchen, Höhenfestigkeitsüberprüfung, Leistungsmarsch und Belastungsübung, psychologische Eignungsüberprüfung, persönliches Interview mit der Auswahlkommission und eine medizinische Kontrolle.

### Sporttest
Der Sporttest umfasst folgende Disziplinen:
- 200 m Schwimmen in unter 4:40 Min.
- Mindestens 42 Liegestütze in einer Minute
- Mindestens 42 Rumpfbeugen in einer Minute
- Mindestens 23 Banksprünge in einer Minute
- Mindestens 5 Klimmzüge ohne Zeitlimit
- mind. 9 Runden im sog. KKK-Parcours (Kraft-, Koordinations- und Konditionsparcours)

Nur wer in allen dieser Disziplinen die Mindestanforderungen erfüllt, ist zur weiteren Teilnahme am Auswahlverfahren zugelassen.

### Ausbildung
Die Grundausbildung im MP Spez Det dauert 40 Wochen. Die Anwärter lernen in dieser Zeit verschiedenste Dinge aus Bereichen der Polizei- und Militärarbeit. Dazu gehört u. a. Personenschutz, Nahkampf, Schiessen mit Spezialwaffen, Helikoptertechnik und Psychologie.
Anschliessend erfolgt die Ausbildung zum Spezialisten: Techniker, Mobilitätsspezialist, Polizeilicher Aufklärungsspezialist, Sanitäter oder Diensthundeführer.